# 俄罗斯波兰领地

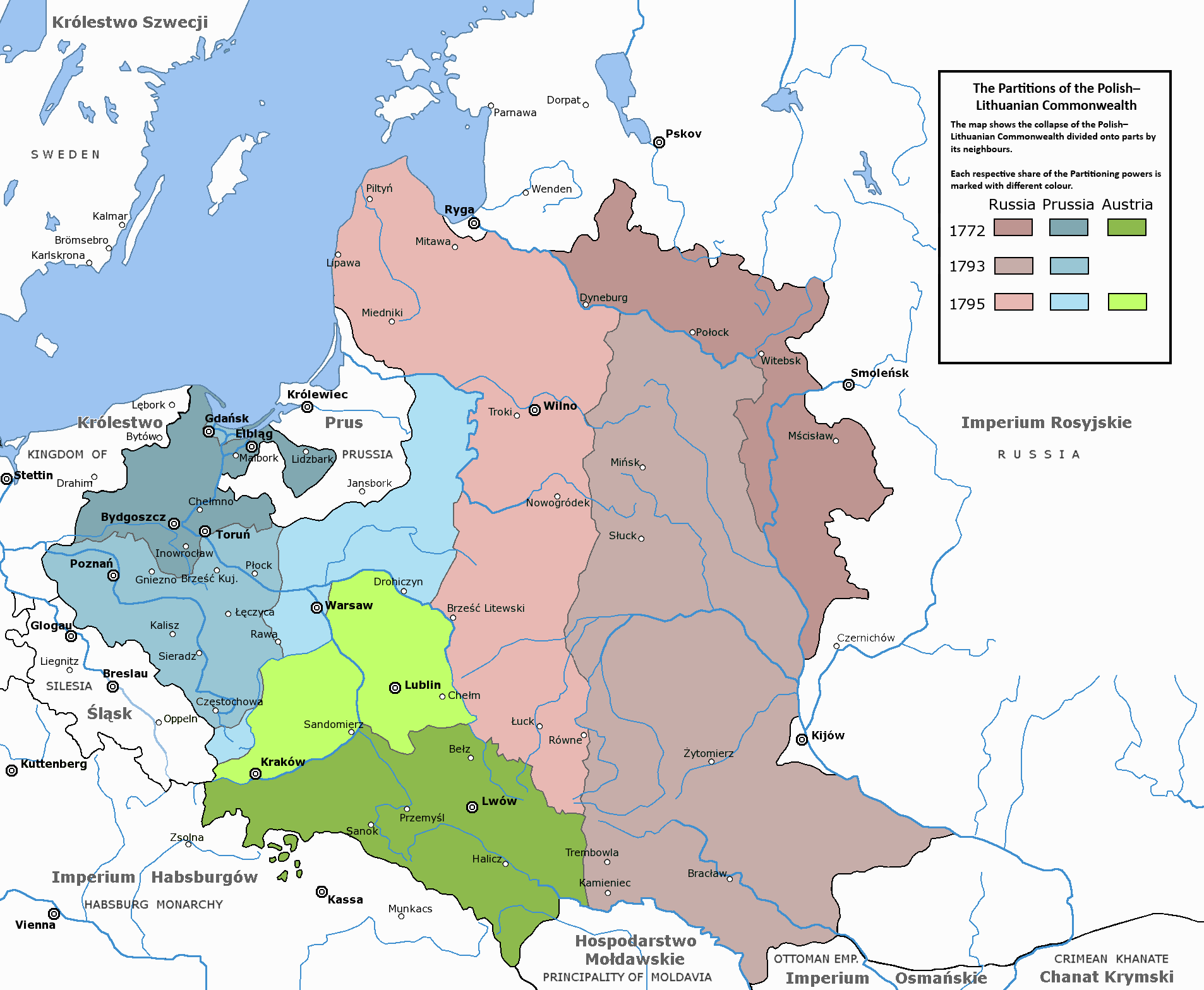
瓜分波兰

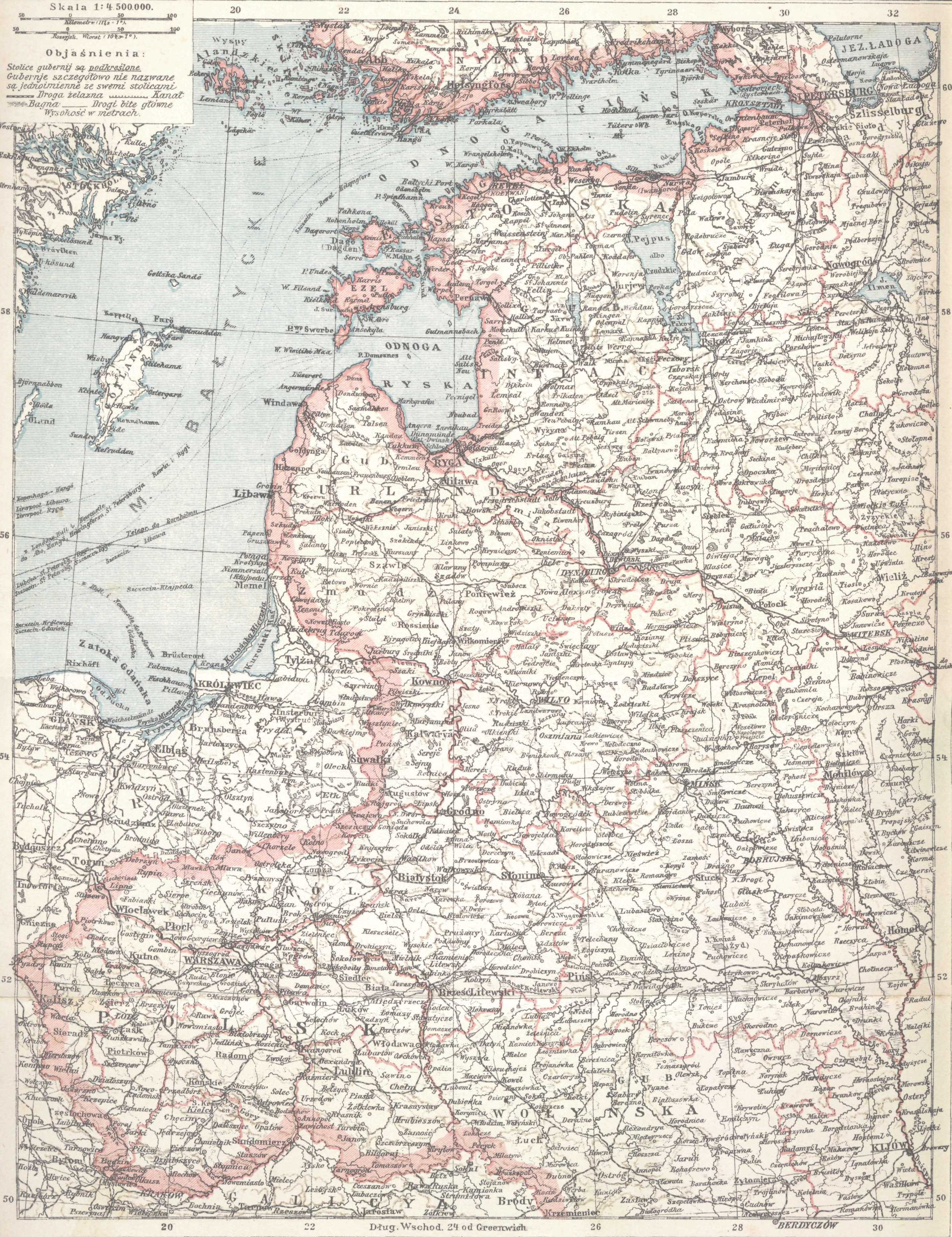
俄罗斯帝国西部省份

俄罗斯波兰领地指的是在18世纪末瓜分波兰的时候俄罗斯帝国向波兰立陶宛联邦的扩张所得到的土地。

## 用词
无论是对俄罗斯人还是对波兰人，俄属波兰对他们都是无法接受的。对于俄罗斯人，波兰已经灭亡，而他们新得到的土地是俄罗斯很长时间的失地。对波兰人而言，波兰只属于波兰人，不属于俄罗斯人的。当俄罗斯人使用他们得到的新领土被修改的政区名字时（见下文），被波兰人和其他大多数史书所使用的另一种流行的用语就是俄罗斯波兰领地（波兰语：Zabór rosyjski）。

## 历史
俄罗斯帝国甚至在三次瓜分波兰（在18世纪末）之前就已经吞并了波兰立陶宛联邦 （波兰王国和立陶宛大公国联合构成的国家）的部分土地了。俄罗斯在17世纪末开始瓜分波兰（即使在正式瓜分（也就是瓜分波兰）之前尚没有这样的名字），那时安德鲁索沃条约中承认了俄罗斯在“波兰人地区”或西乌克兰地区拥有主权。
在俄罗斯波兰领地发生的几次主要历史事件：
- 拿破仑时期华沙公国（1807年）的成立，维也纳会议（1815年）废除华沙公国
- 俄罗斯保护国波兰会议王国的建立（1815年）和渐渐衰败
- 十一月起义 （1830年-1831年）
- 一月起义（1863年-1864年），波兰会议王国变为维斯瓦地区
- 波兰王国起义 (1905–1907)
- 第一次世界大战在波兰的战斗（1914年-1918年）

## 行政区划
俄罗斯帝国将其从联邦所得到的领土新建或扩张原有省份为以下诸省：
- 白俄罗斯省 （1802年）
- 布拉茨拉夫省
- 切尔尼戈夫省
- 伊基雅斯拉夫省
- 叶卡捷琳诺斯拉夫省/诺沃罗西亚省（1764年）
- 基辅省（1708年）
- 立陶宛省（1795年），后来被分为立陶宛-格罗德诺省和立陶宛-维尔纽斯省，后者又被分为维尔纽斯省和科夫诺省
- 明斯克省（1793年）
- 莫吉廖夫省（1772年）
- 波多利亚省（1773年）
- 波洛茨克省
- 普斯科夫省
- 斯洛尼姆省（1795年）（几个月后与立陶宛省相连，在立陶宛省又进一步被分为两个省后与立陶宛-格罗德诺省相连）、
- 沃利尼亚省（1793年）

在1815年的维也纳会议后，俄罗斯帝国让上述几个省份构成一个独立实体波兰会议王国。详见波兰会议王国行政区划。没有构成波兰会议王国的前波兰土地被正式称为西部领地，在波兰被称为被带走的土地（波蘭語：ziemie zabrane）。
以下是西北领地所包括的前波兰立陶宛联邦土地： 
- 来自于第一次瓜分波兰（1772年）：波属因弗兰提（拉特加尔）、波洛茨克省北部、马斯梯斯劳省和维捷布斯克省全部、以及明斯克省东南部（大约92000平方千米）
- 来自于第二次瓜分波兰（1793年）：明斯克省剩余地区、基辅省、布拉克沃夫省和维尔纽斯省全部、波多尔省部分地区和沃尔希连省 (1569-1795沃尔希连省)与布雷斯特-里托夫斯科省（大约250000平方千米）
- 来自于第三次瓜分波兰（1795年）：布克河以东所有地区（大约120000平方千米）以及1807年后的贝罗斯托克-奥布拉斯特）

该地区由9个省构成：6个白俄罗斯省和立陶宛省构成了西北领地（维尔纽斯省、科夫诺省、格罗德诺省、明斯克省、莫吉廖夫省和维捷布斯克省），3个乌克兰省构成了西南领地（沃利尼亚省、波多利亚省和基辅省）。
在 第一次瓜分波兰时俄罗斯得到了92000平方千米的土地和130万人。在第二次瓜分波兰时得到了250000平方千米土地和100万人。在第三次瓜分波兰 时得到了120000平方千米土地和120万人。总的来说，俄罗斯得到了原联邦领土的62%（462000平方千米）和原联邦人口的45%（350万人）。因此，俄罗斯在瓜分波兰的三个国家（另两国家为奥地利和普鲁士）中，得到了最大的土地和最多的人口。
欲知19世纪俄罗斯占领地区的行政区划，详见波兰会议王国行政区划。
在第一次世界大战（1914年-1918年）期间，其大部分地区落入到同盟国（主要是德意志帝国）手中，由全德意志军队东方最高司令掌管。

## 社会
俄罗斯在前波兰土地推行严酷的俄罗斯化政策，发生了多次镇压事件，特别是在十一月起义（1830年-1831年）和一月起义（1863年-1864年）后，政策更严酷，镇压事件发生得更为频繁。很多波兰人被流放至西伯利亚。波兰语遭到歧视，失去了其官方语言的地位；也没有学习波兰语的机构，连用波兰语出版的书刊也很少。虽然如此，波兰人的国家意识却因如此不断增强，1905年至1907年的波兰王国起义让整体局势得以好转。波兰第二共和国的一些主要政党发展于那时的俄罗斯前波兰领地（例如波兰社会党）。

## 经济
俄罗斯前波兰领地的经济经济适度增长。波兰地区的大部分出口货物被运往俄罗斯主体，特别是在1851年废除了波兰会议王国和俄罗斯之后。1861年开放改革使工业化和城市化前进一步。值得一提的是，第一次世界大战前的三十或四十年间体现出了标志性的经济发展和城市化进程。另一方面，在很多原因下，经济发展受阻：没有义务教育，教育系统资金经常匮乏。

## 进阶阅读
- Davies, Norman. . . OUP Oxford. 2005-02-24: 60–82  [2019-06-18]. ISBN 978-0-19-925340-1. （原始内容存档于2013-12-31） （英语）.